# Pagamea hirsuta
Pagamea hirsuta är en måreväxtart som beskrevs av Richard Spruce och George Bentham. Pagamea hirsuta ingår i släktet Pagamea och familjen måreväxter. Inga underarter finns listade i Catalogue of Life.